# NGC 2935
NGC 2935 (другие обозначения — ESO 565-23, MCG −3-25-11, UGCA 169, IRAS09344-2054, PGC 27351) — спиральная галактика с перемычкой (SBb) в созвездии Гидры. Открыта Уильямом Гершелем в 1786 году.
Этот объект входит в число перечисленных в оригинальной редакции «Нового общего каталога».
Форма галактики несколько искривлена, её кривая вращения асимметрична. В южной части галактики кривая вращения спадает на расстояниях 1—5 килопарсек от центра. Общая масса галактики составляет 4,3⋅1010 M⊙. Внутренний и внешний резонансы Линдбладав галактике находятся на расстояниях, соответственно, 1,2 и 8,3 килопарсек от центра, в галактике присутствует кольцо с радиусом 0,5 килопарсека вокруг ядра. По результатам измерения трёх областей H II в галактике не было надёжно обнаружено градиента металличности.
В галактике вспыхнула сверхновая SN 1996Z типа Ia. Её пиковая видимая звёздная величина составила 16. В галактике вспыхнула сверхновая SN 1975F. Её пиковая видимая звёздная величина составила 15. Ещё два кандидата в сверхновые вспыхнули в 2021 году.